# Stromae/Diskografie
Diese Diskografie ist eine Übersicht über die musikalischen Werke des belgischen Musikers und Produzenten Stromae. Den Schallplattenauszeichnungen zufolge hat er bisher mehr als 11,6 Millionen Tonträger verkauft, davon alleine in seiner Heimat über eine Million. Seine erfolgreichste Veröffentlichung ist die Single Alors on danse mit über 3,9 Millionen verkauften Einheiten. Diese avancierte alleine in Deutschland zum Millionenseller, womit sie zu einer der meistverkauften Singles des Landes der 2000er-Jahre zählt.

## Alben

### Studioalben
| Jahr | Titel Musiklabel                                              | Höchstplatzierung, Gesamtwochen, AuszeichnungChartplatzierungen (Jahr, Titel, Musiklabel, Platzierungen, Wochen, Auszeichnungen, Anmerkungen) | Höchstplatzierung, Gesamtwochen, AuszeichnungChartplatzierungen (Jahr, Titel, Musiklabel, Platzierungen, Wochen, Auszeichnungen, Anmerkungen) | Höchstplatzierung, Gesamtwochen, AuszeichnungChartplatzierungen (Jahr, Titel, Musiklabel, Platzierungen, Wochen, Auszeichnungen, Anmerkungen) | Höchstplatzierung, Gesamtwochen, AuszeichnungChartplatzierungen (Jahr, Titel, Musiklabel, Platzierungen, Wochen, Auszeichnungen, Anmerkungen) | Höchstplatzierung, Gesamtwochen, AuszeichnungChartplatzierungen (Jahr, Titel, Musiklabel, Platzierungen, Wochen, Auszeichnungen, Anmerkungen) | Höchstplatzierung, Gesamtwochen, AuszeichnungChartplatzierungen (Jahr, Titel, Musiklabel, Platzierungen, Wochen, Auszeichnungen, Anmerkungen) | Höchstplatzierung, Gesamtwochen, AuszeichnungChartplatzierungen (Jahr, Titel, Musiklabel, Platzierungen, Wochen, Auszeichnungen, Anmerkungen) | Anmerkungen                                                 |
| Jahr | Titel Musiklabel                                              | DE | AT | CH | UK | FR | BEF | BEW | Anmerkungen                                                 |
| ---- | ------------------------------------------------------------- | --- | --- | --- | --- | --- | --- | --- | ----------------------------------------------------------- |
| 2010 | Cheese Mosaert                                                | DE29 (8 Wo.)DE | AT33 (8 Wo.)AT | CH18 (28 Wo.)CH | — | FR6 ×3Dreifachplatin · (213 Wo.)FR | BEF7 ×3Dreifachplatin · (45 Wo.)BEF | BEW1 (100 Wo.)BEW | Erstveröffentlichung: 14. Juni 2010 Verkäufe: + 420.000     |
| 2013 | Racine carrée Universal Music Group • B1 Recordings • Mosaert | DE21 Gold · (24 Wo.)DE | AT— GoldAT | CH1 ×5Fünffachplatin · (134 Wo.)CH | — | FR1 ×4Vierfachdiamant · (182 Wo.)FR | BEF1 ×12Zwölffachplatin · (… Wo.)BEF | BEW1 (… Wo.)BEW | Erstveröffentlichung: 16. August 2013 Verkäufe: + 2.787.500 |
| 2022 | Multitude Universal Music Group • B1 Recordings • Mosaert     | DE4 (9 Wo.)DE | AT2 (8 Wo.)AT | CH1 (34 Wo.)CH | UK94 (1 Wo.)UK | FR1 ×3Dreifachplatin · (130 Wo.)FR | BEF1 ×3Dreifachplatin · (… Wo.)BEF | BEW1 (168 Wo.)BEW | Erstveröffentlichung: 4. März 2022 Verkäufe: + 360.000      |

### Mixtapes
| Jahr | Titel Musiklabel                            | Anmerkungen                                        |
| ---- | ------------------------------------------- | -------------------------------------------------- |
| 2006 | Freestyle Finest Eigenvertrieb              | Erstveröffentlichung: 2006 mit Gandhi & K-Deeja    |
| 2009 | Mixture Elecstro Because Music • Kilomaître | Erstveröffentlichung: 31. Oktober 2009 mit DJ Psar |

### EPs
| Jahr | Titel Musiklabel                                                                                       | Anmerkungen                |
| ---- | --- | -------------------------- |
| 2007 | Juste un cerveau, un flow, un fond et un mic… Institut National De Radioélectricité Et Cinématographie | Erstveröffentlichung: 2007 |

## Singles

### Als Leadmusiker
| Jahr | Titel Album                                                                                   | Höchstplatzierung, Gesamtwochen, AuszeichnungChartplatzierungen (Jahr, Titel, Album, Platzierungen, Wochen, Auszeichnungen, Anmerkungen) | Höchstplatzierung, Gesamtwochen, AuszeichnungChartplatzierungen (Jahr, Titel, Album, Platzierungen, Wochen, Auszeichnungen, Anmerkungen) | Höchstplatzierung, Gesamtwochen, AuszeichnungChartplatzierungen (Jahr, Titel, Album, Platzierungen, Wochen, Auszeichnungen, Anmerkungen) | Höchstplatzierung, Gesamtwochen, AuszeichnungChartplatzierungen (Jahr, Titel, Album, Platzierungen, Wochen, Auszeichnungen, Anmerkungen) | Höchstplatzierung, Gesamtwochen, AuszeichnungChartplatzierungen (Jahr, Titel, Album, Platzierungen, Wochen, Auszeichnungen, Anmerkungen) | Höchstplatzierung, Gesamtwochen, AuszeichnungChartplatzierungen (Jahr, Titel, Album, Platzierungen, Wochen, Auszeichnungen, Anmerkungen) | Höchstplatzierung, Gesamtwochen, AuszeichnungChartplatzierungen (Jahr, Titel, Album, Platzierungen, Wochen, Auszeichnungen, Anmerkungen) | Höchstplatzierung, Gesamtwochen, AuszeichnungChartplatzierungen (Jahr, Titel, Album, Platzierungen, Wochen, Auszeichnungen, Anmerkungen) | Anmerkungen                                                                |
| Jahr | Titel Album                                                                                   | DE | AT | CH | UK | US | FR | BEF | BEW | Anmerkungen                                                                |
| --- | --------------------------------------------------------------------------------------------- | --- | --- | --- | --- | --- | --- | --- | --- | -------------------------------------------------------------------------- |
| 2007 | Faut qu’t’arretes le rap –                                                                    | — | — | — | — | — | — | — | — | Erstveröffentlichung: 2007 als SPN                                         |
| 2009 | Enfants de l’an 2000 –                                                                        | — | — | — | — | — | — | — | — | Erstveröffentlichung: 28. Mai 2009 mit Shadow Loowee & Ekila               |
| 2009 | Alors on danse Cheese                                                                         | DE1 ×7Siebenfachgold · (59 Wo.)DE | AT1 ×3Dreifachplatin · (39 Wo.)AT | CH1 ×2Doppelplatin · (76 Wo.)CH | UK25 Platin · (12 Wo.)UK | US— GoldUS | FR1 (161 Wo.)FR | BEF1 ×3Dreifachplatin · (42 Wo.)BEF | BEW1 (87 Wo.)BEW | Erstveröffentlichung: 26. September 2009 Verkäufe: + 3.920.000             |
| 2009 | Up Saw Liz Mixture Elecstro                                                                   | — | — | — | — | — | — | — | — | Erstveröffentlichung: 22. Dezember 2009                                    |
| 2010 | Te quiero Cheese                                                                              | — | — | CH62 (3 Wo.)CH | — | — | FR153 (9 Wo.)FR | BEF17 Gold · (10 Wo.)BEF | BEW4 (17 Wo.)BEW | Erstveröffentlichung: 10. Mai 2010 Verkäufe: + 10.000                      |
| 2010 | Rail de musique Cheese                                                                        | — | — | — | — | — | — | — | — | Erstveröffentlichung: 25. Mai 2010                                         |
| 2010 | Peace or Violence Cheese                                                                      | — | AT74 (1 Wo.)AT | — | — | — | — | — | BEW12 (16 Wo.)BEW | Erstveröffentlichung: 31. Mai 2010                                         |
| 2010 | House’llelujah Cheese                                                                         | — | — | — | — | — | — | — | BEW22 (10 Wo.)BEW | Erstveröffentlichung: 20. September 2010                                   |
| 2010 | Je cours Cheese                                                                               | — | — | — | — | — | — | BEF15 (11 Wo.)BEF | BEW16 (17 Wo.)BEW | Erstveröffentlichung: 13. Dezember 2010                                    |
| 2013 | Papaoutai Racine carrée                                                                       | DE6 (32 Wo.)DE | AT3 ×2Doppelplatin · (21 Wo.)AT | CH4 ×2Doppelplatin · (58 Wo.)CH | UK— SilberUK | US— GoldUS | FR1 (110 Wo.)FR | BEF3 ×3Dreifachplatin · (46 Wo.)BEF | BEW1 (54 Wo.)BEW | Erstveröffentlichung: 13. Mai 2013 Verkäufe: + 1.380.000                   |
| 2013 | Formidable Racine carrée                                                                      | DE39 (4 Wo.)DE | AT36 Gold · (2 Wo.)AT | CH13 Platin · (43 Wo.)CH | — | — | FR1 (87 Wo.)FR | BEF1 ×3Dreifachplatin · (40 Wo.)BEF | BEW1 (41 Wo.)BEW | Erstveröffentlichung: 27. Mai 2013 Verkäufe: + 375.000                     |
| 2013 | Tous les mêmes Racine carrée                                                                  | — | AT— GoldAT | CH27 (24 Wo.)CH | — | — | FR1 (68 Wo.)FR | BEF4 Platin · (21 Wo.)BEF | BEW1 (34 Wo.)BEW | Erstveröffentlichung: 23. September 2013 Verkäufe: + 395.000               |
| 2014 | Ta fête Racine carrée                                                                         | — | — | — | — | — | FR30 (47 Wo.)FR | BEF6 Platin · (23 Wo.)BEF | BEW2 (30 Wo.)BEW | Erstveröffentlichung: 3. Februar 2014 Verkäufe: + 70.000                   |
| 2014 | Ave Cesaria Racine carrée                                                                     | — | — | — | — | — | FR97 (41 Wo.)FR | — | BEW45 (1 Wo.)BEW | Erstveröffentlichung: 21. Juli 2014                                        |
| 2014 | Meltdown Die Tribute von Panem – Mockingjay Teil 1 (O.S.T.)                                   | — | — | — | — | — | FR107 (1 Wo.)FR | BEF7 (12 Wo.)BEF | BEW5 (12 Wo.)BEW | Erstveröffentlichung: 17. November 2014 feat. Lorde, Pusha T, Q-Tip & Haim |
| 2015 | Carmen Racine carrée                                                                          | — | — | — | — | — | FR67 (16 Wo.)FR | BEF31 (3 Wo.)BEF | BEW46 (2 Wo.)BEW | Erstveröffentlichung: 30. März 2015                                        |
| 2015 | Quand c’est? Racine carrée                                                                    | — | — | — | — | — | FR142 (3 Wo.)FR | BEF39 (1 Wo.)BEF | — | Erstveröffentlichung: 14. September 2015                                   |
| 2017 | Repetto X Mosaert –                                                                           | — | — | — | — | — | — | — | — | Erstveröffentlichung: 31. März 2017                                        |
| 2018 | Défiler –                                                                                     | — | — | — | — | — | FR40 (2 Wo.)FR | BEF29 (2 Wo.)BEF | BEW7 (2 Wo.)BEW | Erstveröffentlichung: 27. April 2018                                       |
| 2021 | Santé Multitude                                                                               | — | — | CH7 (26 Wo.)CH | — | — | FR3 Diamant · (32 Wo.)FR | BEF2 ×2Doppelplatin · (16 Wo.)BEF | BEW1 (25 Wo.)BEW | Erstveröffentlichung: 15. Oktober 2021 Verkäufe: + 413.333                 |
| 2022 | L’enfer Multitude                                                                             | DE— aDE | — | CH2 (19 Wo.)CH | — | — | FR1 Diamant · (31 Wo.)FR | BEF1 ×3Dreifachplatin · (18 Wo.)BEF | BEW1 (21 Wo.)BEW | Erstveröffentlichung: 10. Januar 2022 Verkäufe: + 433.333                  |
| 2022 | Fils de joie Multitude                                                                        | — | — | CH8 (3 Wo.)CH | — | — | FR6 Gold · (6 Wo.)FR | BEF28 Platin · (13 Wo.)BEF | BEW3 (6 Wo.)BEW | Erstveröffentlichung: 8. März 2022 Verkäufe: + 120.000                     |
| Folgende Lieder erschienen nicht als Single, wurden aber durch das Album zum Download und Streaming bereitgestellt und konnten somit eine Platzierung erlangen: |                                                                                               | | | | | | | | |                                                                            |
| |                                                                                               | | | | | | | | |                                                                            |
| 2010 | Silence Cheese                                                                                | — | — | — | — | — | — | — | BEW26 (1 Wo.)BEW | Charteinstieg: 26. Juni 2010                                               |
| 2013 | Bâtard Racine carrée                                                                          | — | — | — | — | — | FR52 (30 Wo.)FR | — | BEW37 (1 Wo.)BEW | Charteinstieg: 31. August 2013                                             |
| 2013 | AVF Racine carrée                                                                             | — | — | — | — | — | FR43 (22 Wo.)FR | — | BEW38 (1 Wo.)BEW | Charteinstieg: 31. August 2013 feat. Maître Gims & Orelsan                 |
| 2013 | Humain à l’eau Racine carrée                                                                  | — | — | — | — | — | FR110 (2 Wo.)FR | — | BEW47 (1 Wo.)BEW | Charteinstieg: 31. August 2013                                             |
| 2013 | Sommeil Racine carrée                                                                         | — | — | — | — | — | FR142 (10 Wo.)FR | — | — | Charteinstieg: 31. August 2013                                             |
| 2013 | Merci Racine carrée                                                                           | — | — | — | — | — | FR143 (1 Wo.)FR | — | — | Charteinstieg: 31. August 2013                                             |
| 2013 | Moules frites Racine carrée                                                                   | — | — | — | — | — | FR189 (1 Wo.)FR | — | — | Charteinstieg: 31. August 2013                                             |
| 2022 | Invaincu Multitude                                                                            | — | — | — | — | — | FR7 (3 Wo.)FR | BEF— GoldBEF | — | Charteinstieg: 11. März 2022 Verkäufe: + 10.000                            |
| 2022 | La solassitude Multitude                                                                      | — | — | — | — | — | FR8 (3 Wo.)FR | BEF— GoldBEF | BEW39 (6 Wo.)BEW | Charteinstieg: 11. März 2022 Verkäufe: + 10.000                            |
| 2022 | C’est que du bonheur Multitude                                                                | — | — | — | — | — | FR16 (2 Wo.)FR | — | — | Charteinstieg: 11. März 2022                                               |
| 2022 | Pas vraiment Multitude                                                                        | — | — | — | — | — | FR17 (2 Wo.)FR | — | — | Charteinstieg: 11. März 2022                                               |
| 2022 | Riez Multitude                                                                                | — | — | — | — | — | FR18 (2 Wo.)FR | — | — | Charteinstieg: 11. März 2022                                               |
| 2022 | Bonne journée Multitude                                                                       | — | — | — | — | — | FR22 (3 Wo.)FR | BEF— GoldBEF | — | Charteinstieg: 11. März 2022 Verkäufe: + 10.000                            |
| 2022 | Mon amour Multitude                                                                           | — | — | CH90 (1 Wo.)CH | — | — | FR24 Gold · (7 Wo.)FR | BEF18 Gold · (9 Wo.)BEF | BEW6 (18 Wo.)BEW | Charteinstieg: 11. März 2022 Verkäufe: + 110.000                           |
| 2022 | Déclaration Multitude                                                                         | — | — | — | — | — | FR25 (2 Wo.)FR | — | — | Charteinstieg: 11. März 2022                                               |
| 2022 | Mauvaise journée Multitude                                                                    | — | — | — | — | — | FR26 (2 Wo.)FR | — | — | Charteinstieg: 11. März 2022                                               |
| 2022 | Mauvaise journée Multitude                                                                    | — | — | — | — | — | FR26 (2 Wo.)FR | — | — | Charteinstieg: 11. März 2022                                               |
| 2024 | Ma meilleure ennemie Arcane League of Legends: Season 2 (Soundtrack from the Animated Series) | DE28 (10 Wo.)DE | AT28 (6 Wo.)AT | CH4 (23 Wo.)CH | UK19 (9 Wo.)UK | US69 (… Wo.)US | FR1 Diamant · (… Wo.)FR | BEF8 Platin · (16 Wo.)BEF | BEW1 (35 Wo.)BEW | Charteinstieg: 29. November 2024 mit Pomme                                 |

### Als Gastmusiker
| Jahr | Titel Album                | Höchstplatzierung, Gesamtwochen, AuszeichnungChartplatzierungen (Jahr, Titel, Album, Platzierungen, Wochen, Auszeichnungen, Anmerkungen) | Höchstplatzierung, Gesamtwochen, AuszeichnungChartplatzierungen (Jahr, Titel, Album, Platzierungen, Wochen, Auszeichnungen, Anmerkungen) | Höchstplatzierung, Gesamtwochen, AuszeichnungChartplatzierungen (Jahr, Titel, Album, Platzierungen, Wochen, Auszeichnungen, Anmerkungen) | Höchstplatzierung, Gesamtwochen, AuszeichnungChartplatzierungen (Jahr, Titel, Album, Platzierungen, Wochen, Auszeichnungen, Anmerkungen) | Höchstplatzierung, Gesamtwochen, AuszeichnungChartplatzierungen (Jahr, Titel, Album, Platzierungen, Wochen, Auszeichnungen, Anmerkungen) | Höchstplatzierung, Gesamtwochen, AuszeichnungChartplatzierungen (Jahr, Titel, Album, Platzierungen, Wochen, Auszeichnungen, Anmerkungen) | Höchstplatzierung, Gesamtwochen, AuszeichnungChartplatzierungen (Jahr, Titel, Album, Platzierungen, Wochen, Auszeichnungen, Anmerkungen) | Höchstplatzierung, Gesamtwochen, AuszeichnungChartplatzierungen (Jahr, Titel, Album, Platzierungen, Wochen, Auszeichnungen, Anmerkungen) | Anmerkungen                                                                       |
| Jahr | Titel Album                | DE | AT | CH | UK | US | FR | BEF | BEW | Anmerkungen                                                                       |
| ---- | -------------------------- | --- | --- | --- | --- | --- | --- | --- | --- | --------------------------------------------------------------------------------- |
| 2017 | Comme dab J4M              | — | — | — | — | — | FR39 Gold · (8 Wo.)FR | — | — | Erstveröffentlichung: 13. April 2017 Verkäufe: + 100.000; Vitaa feat. Stromae     |
| 2018 | La pluie La fête est finie | — | — | — | — | — | FR11 Diamant · (47 Wo.)FR | — | BEW2 (18 Wo.)BEW | Erstveröffentlichung: 23. Februar 2018 Verkäufe: + 333.333; Orelsan feat. Stromae |

## Videoalben und Musikvideos

### Videoalben
| Jahr | Titel Musiklabel              | Höchstplatzierung, Gesamtwochen, AuszeichnungChartplatzierungen (Jahr, Titel, Musiklabel, Platzierungen, Wochen, Auszeichnungen, Anmerkungen) | Höchstplatzierung, Gesamtwochen, AuszeichnungChartplatzierungen (Jahr, Titel, Musiklabel, Platzierungen, Wochen, Auszeichnungen, Anmerkungen) | Höchstplatzierung, Gesamtwochen, AuszeichnungChartplatzierungen (Jahr, Titel, Musiklabel, Platzierungen, Wochen, Auszeichnungen, Anmerkungen) | Höchstplatzierung, Gesamtwochen, AuszeichnungChartplatzierungen (Jahr, Titel, Musiklabel, Platzierungen, Wochen, Auszeichnungen, Anmerkungen) | Höchstplatzierung, Gesamtwochen, AuszeichnungChartplatzierungen (Jahr, Titel, Musiklabel, Platzierungen, Wochen, Auszeichnungen, Anmerkungen) | Höchstplatzierung, Gesamtwochen, AuszeichnungChartplatzierungen (Jahr, Titel, Musiklabel, Platzierungen, Wochen, Auszeichnungen, Anmerkungen) | Höchstplatzierung, Gesamtwochen, AuszeichnungChartplatzierungen (Jahr, Titel, Musiklabel, Platzierungen, Wochen, Auszeichnungen, Anmerkungen) | Anmerkungen                                                |
| Jahr | Titel Musiklabel              | DE | AT | CH | UK | FR | BEF | BEW | Anmerkungen                                                |
| ---- | ----------------------------- | --- | --- | --- | --- | --- | --- | --- | ---------------------------------------------------------- |
| 2015 | Racine carrée Live Sony Music | — | — | CH1 (22 Wo.)CH | — | FR— DiamantFR | — | — | Erstveröffentlichung: 11. Dezember 2015 Verkäufe: + 60.000 |

### Musikvideos
| Jahr | Titel                        | Regie                                          |
| ---- | ---------------------------- | ---------------------------------------------- |
| 2003 | Faut qu’t’arretes le rap     | Jérôme Guiot, Stromae                          |
| 2007 | Minimalistyle                |                                                |
| 2007 | Promo-son                    |                                                |
| 2008 | C’est Stromae                |                                                |
| 2008 | Si tu veux me faire du buzz… |                                                |
| 2008 | …Buzz des maines             |                                                |
| 2008 | Freestyle Finest             |                                                |
| 2009 | Alors on danse               | Jérôme Guiot, Stromae                          |
| 2010 | Te quiero                    | Jérôme Guiot                                   |
| 2010 | Up Saw Liz                   | Tatiana de Wind, Dati Kida, Stromae            |
| 2010 | House’llelujah               |                                                |
| 2011 | Je cours                     | Jérôme Guiot                                   |
| 2011 | Peace or Violence            | Joris Rabijns, Raf Reyntjens                   |
| 2013 | Formidable                   | Jérôme Guiot                                   |
| 2013 | Papaoutai                    | Raf Reyntjens                                  |
| 2013 | Tous les mêmes               | Henry Scholfield                               |
| 2014 | Ta fête                      | Lieven Van Baelen                              |
| 2015 | Carmen                       | Sylvain Chomet                                 |
| 2015 | Quand c’est?                 | Xavier Reyé                                    |
| 2017 | Basique                      | Lionel Hirlé, Gregory Ohrel                    |
| 2018 | La pluie                     | Martin Scali, Stromae, Luc Junior Tam          |
| 2018 | Défiler                      | Luc Junior Tam, Sascha Wernik                  |
| 2021 | Santé                        | Jaroslav Moravec, Luc Van Haver                |
| 2022 | L’enfer                      | Coralie Barbier, Julien Soulier, Stromae       |
| 2022 | Fils de joie                 | Luc Van Haver, Coralie Barbier, Paul Van Haver |

## Autorenbeteiligungen
Stromae als Autor in den Charts

| Jahr | Titel Interpretation | Höchstplatzierung, Gesamtwochen, AuszeichnungChartplatzierungen (Jahr, Titel, Interpretation, Platzierungen, Wochen, Auszeichnungen, Anmerkungen) | Höchstplatzierung, Gesamtwochen, AuszeichnungChartplatzierungen (Jahr, Titel, Interpretation, Platzierungen, Wochen, Auszeichnungen, Anmerkungen) | Höchstplatzierung, Gesamtwochen, AuszeichnungChartplatzierungen (Jahr, Titel, Interpretation, Platzierungen, Wochen, Auszeichnungen, Anmerkungen) | Höchstplatzierung, Gesamtwochen, AuszeichnungChartplatzierungen (Jahr, Titel, Interpretation, Platzierungen, Wochen, Auszeichnungen, Anmerkungen) | Höchstplatzierung, Gesamtwochen, AuszeichnungChartplatzierungen (Jahr, Titel, Interpretation, Platzierungen, Wochen, Auszeichnungen, Anmerkungen) | Höchstplatzierung, Gesamtwochen, AuszeichnungChartplatzierungen (Jahr, Titel, Interpretation, Platzierungen, Wochen, Auszeichnungen, Anmerkungen) | Höchstplatzierung, Gesamtwochen, AuszeichnungChartplatzierungen (Jahr, Titel, Interpretation, Platzierungen, Wochen, Auszeichnungen, Anmerkungen) | Höchstplatzierung, Gesamtwochen, AuszeichnungChartplatzierungen (Jahr, Titel, Interpretation, Platzierungen, Wochen, Auszeichnungen, Anmerkungen) | Anmerkungen                        |
| Jahr | Titel Interpretation | DE | AT | CH | UK | US | FR | BEF | BEW | Anmerkungen                        |
| ---- | -------------------- | --- | --- | --- | --- | --- | --- | --- | --- | ---------------------------------- |
| 2017 | Peine & pitié Vitaa  | — | — | — | — | — | FR54 (8 Wo.)FR | — | BEW19 (10 Wo.)BEW | Erstveröffentlichung: 3. März 2017 |

## Boxsets
| Jahr | Titel Musiklabel                                          | Höchstplatzierung, Gesamtwochen, AuszeichnungChartplatzierungen (Jahr, Titel, Musiklabel, Platzierungen, Wochen, Auszeichnungen, Anmerkungen) | Höchstplatzierung, Gesamtwochen, AuszeichnungChartplatzierungen (Jahr, Titel, Musiklabel, Platzierungen, Wochen, Auszeichnungen, Anmerkungen) | Höchstplatzierung, Gesamtwochen, AuszeichnungChartplatzierungen (Jahr, Titel, Musiklabel, Platzierungen, Wochen, Auszeichnungen, Anmerkungen) | Höchstplatzierung, Gesamtwochen, AuszeichnungChartplatzierungen (Jahr, Titel, Musiklabel, Platzierungen, Wochen, Auszeichnungen, Anmerkungen) | Höchstplatzierung, Gesamtwochen, AuszeichnungChartplatzierungen (Jahr, Titel, Musiklabel, Platzierungen, Wochen, Auszeichnungen, Anmerkungen) | Höchstplatzierung, Gesamtwochen, AuszeichnungChartplatzierungen (Jahr, Titel, Musiklabel, Platzierungen, Wochen, Auszeichnungen, Anmerkungen) | Höchstplatzierung, Gesamtwochen, AuszeichnungChartplatzierungen (Jahr, Titel, Musiklabel, Platzierungen, Wochen, Auszeichnungen, Anmerkungen) | Anmerkungen                              |
| Jahr | Titel Musiklabel                                          | DE | AT | CH | UK | FR | BEF | BEW | Anmerkungen                              |
| ---- | --------------------------------------------------------- | --- | --- | --- | --- | --- | --- | --- | ---------------------------------------- |
| 2017 | Cheese + Racine carrée Mercury Records                    | — | — | — | — | FR35 (19 Wo.)FR | BEF199 (1 Wo.)BEF | BEW112 (3 Wo.)BEW | Erstveröffentlichung: 18. August 2017    |
| 2024 | Racine carrée + Multitude Mosaert, Universal Music France | — | — | — | — | — | — | — | Erstveröffentlichung: 13. September 2024 |

## Statistik

### Chartauswertung
|                     | DE    | AT    | CH    | UK    | FR    | BEF     | BEW     |
| ------------------- | ----- | ----- | ----- | ----- | ----- | ------- | ------- |
| Nummer-eins-Alben   | DE—DE | AT—AT | CH2CH | UK—UK | FR2FR | BEF2BEF | BEW3BEW |
| Top-10-Alben        | DE1DE | AT1AT | CH2CH | UK—UK | FR3FR | BEF3BEF | BEW3BEW |
| Alben in den Charts | DE3DE | AT2AT | CH3CH | UK1UK | FR4FR | BEF4BEF | BEW4BEW |

|                       | DE    | AT    | CH     | UK    | US    | FR     | BEF      | BEW      |
| --------------------- | ----- | ----- | ------ | ----- | ----- | ------ | -------- | -------- |
| Nummer-eins-Singles   | DE1DE | AT1AT | CH1CH  | UK—UK | US—US | FR6FR  | BEF3BEF  | BEW7BEW  |
| Top-10-Singles        | DE2DE | AT2AT | CH6CH  | UK—UK | US—US | FR10FR | BEF9BEF  | BEW14BEW |
| Singles in den Charts | DE4DE | AT5AT | CH10CH | UK2UK | US1US | FR33FR | BEF16BEF | BEW25BEW |

|                          | DE    | AT    | CH    | UK    | FR    | BEF     | BEW     |
| ------------------------ | ----- | ----- | ----- | ----- | ----- | ------- | ------- |
| Nummer-eins-Videoalben   | DE—DE | AT—AT | CH1CH | UK—UK | FR—FR | BEF—BEF | BEW—BEW |
| Top-10-Videoalben        | DE—DE | AT—AT | CH1CH | UK—UK | FR—FR | BEF—BEF | BEW—BEW |
| Videoalben in den Charts | DE—DE | AT—AT | CH1CH | UK—UK | FR—FR | BEF—BEF | BEW—BEW |

### Auszeichnungen für Musikverkäufe
| Goldene Schallplatte - Brasilien - 2024: für die Single Papaoutai - Dänemark - 2014: für das Streaming Papaoutai - 2014: für das Streaming Tous les mêmes - 2024: für das Album Cheese - Griechenland - 2025: für die Single Ma meilleure ennemie - Kanada - 2022: für das Album Cheese - 2023: für die Single Santé - 2025: für die Single Ta fête - 2025: für die Single L’enfer - Polen - 2021: für das Album Cheese - 2021: für das Album Racine carrée - Schweden - 2010: für die Single Alors on danse - Spanien - 2024: für die Single Tous les mêmes | Platin-Schallplatte - Brasilien - 2024: für die Single Alors on danse - Dänemark - 2021: für das Album Racine carrée - 2021: für die Single Papaoutai - 2022: für die Single Formidable - Italien - 2014: für das Album Racine carrée - 2024: für die Single Formidable - Kanada - 2022: für die Single Formidable - 2025: für die Single Tous les mêmes - Niederlande - 2010: für die Single Alors on danse - 2013: für die Single Papaoutai - 2014: für das Album Racine carrée - Spanien - 2024: für die Single Alors on danse - 2024: für die Single Papaoutai | 2× Platin-Schallplatte - Dänemark - 2023: für die Single Alors on danse - Europa - 2014: für das Album Racine carrée - Italien - 2014: für die Single Papaoutai - 2014: für die Single Tous les mêmes - 2021: für die Single Alors on danse - Kanada - 2025: für das Album Racine carrée - Russland - 2014: für das Album Racine carrée 3× Platin-Schallplatte - Kanada - 2025: für die Single Papaoutai - Russland - 2011: für die Single Alors on danse 6× Platin-Schallplatte - Kanada - 2025: für die Single Alors on danse |

Anmerkung: Auszeichnungen in Ländern aus den Charttabellen bzw. Chartboxen sind in ebendiesen zu finden.
| Land/RegionAuszeichnungen für Musikverkäufe (Land/Region, Auszeichnungen, Verkäufe, Quellen) | Silber  | Gold       | Platin         | Diamant     | Verkäufe    | Quellen                     |
| -------------------------------------------------------------------------------------------- | ------- | ---------- | -------------- | ----------- | ----------- | --------------------------- |
| Belgien (BRMA)                                                                               | —       | 4× Gold4   | 36× Platin36   | —           | 1.025.000   | ultratop.be                 |
| Brasilien (PMB)                                                                              | —       | Gold1      | Platin1        | —           | 90.000      | pro-musicabr.org.br         |
| Dänemark (IFPI)                                                                              | —       | 3× Gold3   | 5× Platin5     | —           | 345.000     | ifpi.dk                     |
| Deutschland (BVMI)                                                                           | —       | 2× Gold2   | 3× Platin3     | —           | 1.150.000   | musikindustrie.de           |
| Europa (IFPI)                                                                                | —       | —          | 2× Platin2     | —           | (2.000.000) | ifpi.org                    |
| Frankreich (SNEP)                                                                            | —       | 3× Gold3   | 6× Platin6     | 9× Diamant9 | 4.234.999   | infodisc.fr snepmusique.com |
| Griechenland (IFPI)                                                                          | —       | Gold1      | —              | —           | 10.000      | Einzelnachweise             |
| Italien (FIMI)                                                                               | —       | —          | 8× Platin8     | —           | 410.000     | fimi.it                     |
| Kanada (MC)                                                                                  | —       | 4× Gold4   | 13× Platin13   | —           | 1.200.000   | musiccanada.com             |
| Niederlande (NVPI)                                                                           | —       | —          | 3× Platin3     | —           | 70.000      | nvpi.nl                     |
| Österreich (IFPI)                                                                            | —       | 3× Gold3   | 5× Platin5     | —           | 187.500     | ifpi.at                     |
| Polen (ZPAV)                                                                                 | —       | 2× Gold2   | —              | —           | 20.000      | olis.pl                     |
| Russland (NFPF)                                                                              | —       | —          | 5× Platin5     | —           | 620.000     | Einzelnachweise             |
| Schweden (IFPI)                                                                              | —       | Gold1      | —              | —           | 20.000      | sverigetopplistan.se        |
| Schweiz (IFPI)                                                                               | —       | —          | 10× Platin10   | —           | 250.000     | hitparade.ch                |
| Spanien (Promusicae)                                                                         | —       | Gold1      | 2× Platin2     | —           | 150.000     | elportaldelmusicas.es       |
| Vereinigte Staaten (RIAA)                                                                    | —       | 2× Gold2   | —              | —           | 1.000.000   | riaa.com                    |
| Vereinigtes Königreich (BPI)                                                                 | Silber1 | —          | Platin1        | —           | 830.000     | bpi.co.uk                   |
| Insgesamt                                                                                    | Silber1 | 27× Gold27 | 100× Platin100 | 9× Diamant9 |             |                             |